# Pansey
Pansey is een gemeente in het Franse departement Haute-Marne (regio Grand Est) en telt 83 inwoners (2009). De plaats maakt deel uit van het arrondissement Saint-Dizier.
Op 1 januari 2011 werd de schrijfwijze gewijzigd van Pancey naar Pansey.

## Geografie
De oppervlakte van Pansey bedraagt 8,7 km², de bevolkingsdichtheid is dus 9,5 inwoners per km².
De onderstaande kaart toont de ligging van Pansey met de belangrijkste infrastructuur en aangrenzende gemeenten.

## Demografie
Onderstaande figuur toont het verloop van het inwonertal (bron: INSEE-tellingen).